# Stazione di Mornago-Cimbro
La stazione di Mornago-Cimbro è una stazione ferroviaria posta sulla linea Luino-Milano, a servizio del comune di Mornago e della località di Cimbro, frazione del comune di Vergiate.

## Storia
Fu aperta nel 1884.
In origine era denominata "Crugnola-Cimbro"; assunse la denominazione attuale nel 1938.

## Strutture e impianti
La stazione dispone di un fabbricato viaggiatori in classico stile ferroviario a due piani, ceduto in comodato d'uso all' omonimo comune, con due binari passanti, entrambi serviti da una banchina. Precedentemente era presente un terzo binario centrale (soppresso per costruire un marciapiede centrale a norma).

## Movimento
La stazione è servita da treni della linea S30 della rete celere del Canton Ticino, eserciti da TiLo a frequenza bioraria, intercalati da treni regionali Luino-Gallarate di Trenord, anch'essi a frequenza bioraria, per una frequenza complessiva di un treno ogni ora per direzione.

## Servizi
È gestita da Rete Ferroviaria Italiana che ai fini commerciali classifica l'impianto in categoria Bronze, dispone di:
- Sala d'attesa
- Parcheggio